# Bya
A bya 109 évet jelentő időegység a tudományokban. (A bya mértékegység kis kezdőbetűvel használatos.) Az angol "billion years ago", azaz "milliárd évekkel ezelőtt" kifejezés rövidítése.
Az ugyanilyen jelentésű gya ma már nem használatos, helyette inkább a giga-annum Ga rövidítését használják. A bya rövidítés használata ellen sok tudósnak az a kifogása, hogy a "billion" szó az angolban többféle nagyságrendre is utalhat, ami tévedésekhez vezethet.
Ennek ellenére a bya rövidítést még mindig elterjedten használják.